# Blackheart
| Совокупная оценка     | Совокупная оценка |
| Источник              | Оценка            |
| --------------------- | ----------------- |
| Metacritic            | 85/100            |
| Оценки критиков       |                   |
| Источник              | Оценка            |
| Fact                  | 4.5/5             |
| Now                   | 4/5               |
| Pitchfork             | 8.0/10            |
| Spin                  | 8/10              |
| Tiny Mix Tapes        | 4/5               |
| Tom Hull – on the Web | B                 |

Blackheart — третий студийный альбом американской певицы и автора песен Доун Ричард, изданный 15 января 2015 года лейблом Our Dawn Entertainment. Первоначально релиз альбома был запланирован на октябрь 2013 года, но был перенесен на время подготовки третьего альбома группы Danity Kane (в котором выступала Dawn Richard), вышедшего под названием DK3. Ни один из ранее выпущенных синглов («Judith», «Meteors», «Levitate» и «Valkyrie») нельзя найти в окончательном трек-листе.
Redemption является второй главой трилогии после диска Goldenheart 2013 года и перед Redemption 2016 года.

## Отзывы
Альбом получил положительные отзывы музыкальной критики и интернет-изданий, которые отметили более мрачный тематический материал по сравнению с предыдущими работами..
Говоря об альбоме, обозреватель журнала Spin назвал Ричард «префаб-не-хедлайнером, который превратился в гения-чудака». Pitchfork похвалил альбом за его личное содержание и концепцию и описал проект как «тяжелый, апокалиптический дэнс-поп, нечто среднее где-то между Бьорк и Брэнди». Британский журнал Fact приветствовал изменение направления этого альбома по сравнению с другими работами Ричард, Armor On и Goldenheart. Также приветствовались нетрадиционные поп-аспекты альбома, такие как электронная и синтезаторная обработка и структура стихов.
Том Халл был менее восприимчив, отметив «несколько интересных ритмов», но в итоге посчитав альбом «захламлённым и раздражительным».

### Итоговые списки
| Публикация        | Список                                      | Ранг | Ссылки |
| ----------------- | ------------------------------------------- | ---- | ------ |
| Fact              | The 50 Best Albums of 2015                  | 2015 | 1      |
| Spin              | The 25 Best Albums of 2015 (Dan Weiss List) | 2015 | 3      |
| Rolling Stone     | 20 Best R&B Albums of 2015                  | 2015 | 6      |
| Tiny Mix Tapes    | The 50 Best Albums of 2015                  | 2015 | 20     |
| Pitchfork         | The 50 Best Albums of 2015                  | 2015 | 50     |
| Los Angeles Times | 2015’s Must-Hear Albums                     | 2015 | *      |

## Список композиций
По данным Discogs.
| №   | Название                                  | Длительность |
| --- | ----------------------------------------- | ------------ |
| 1.  | «Noir» (intro)                            | 1:23         |
| 2.  | «Calypso»                                 | 4:25         |
| 3.  | «Blow»                                    | 4:29         |
| 4.  | «Billie Jean»                             | 4:37         |
| 5.  | «Adderall / Sold» (outerlude)             | 7:28         |
| 6.  | «Swim Free»                               | 3:59         |
| 7.  | «Titans» (interlude)                      | 2:06         |
| 8.  | «Warriors»                                | 5:40         |
| 9.  | «Projection»                              | 5:59         |
| 10. | «Castles»                                 | 4:42         |
| 11. | «Phoenix» (при участии Aundrea Fimbres)   | 4:04         |
| 12. | «Choices» (interlude)                     | 2:58         |
| 13. | «The Deep»                                | 5:07         |
| 14. | «Blackheart» (outro)                      | 4:30         |
| 15. | «Tide» (бонусный трек винилового издания) | 4:30         |

## Чарты
| Чарт (2015)                   | Высшая позиция |
| ----------------------------- | -------------- |
| США (Dance/Electronic Albums) | 2              |
| США (Top Heatseekers Albums)  | 2              |
| США (Top Independent Albums)  | 1              |